# Expédition de Canton
L'expédition de Canton (Expedition to Canton)  est une expédition punitive britannique qui mène à la capture des forts le long de la rivière des Perles dans la province du Guangdong du 2 au 3 avril 1847, 5 ans après la première guerre de l'opium.
L'opération est lancée en réponse à l'attaque de sujets britanniques par des Chinois près de Canton. Le gouverneur de Hong Kong, John Francis Davis (en), demande réparation au commissaire chinois Keying. Insatisfait de sa réponse, il ordonne au major-général George Charles d'Aguilar (en), commandant en chef des forces britanniques en Chine, de s'emparer des forts présents sur la route fluviale de Canton et de se préparer à une attaque contre la ville pour imposer des réparations sur place. Les forts sont capturés, mais Canton est épargnée après que Keying ait accepté de punir les coupables et d'autoriser l'entrée des Britanniques dans la ville

## Opérations
Dans l'après-midi du 1er avril 1847, D'Aguilar reçoit une communication de Davis avec l'ordre de se rendre à Canton par la force. À minuit, les forces suivantes sont embarquées :
- le HMS Vulture (en) – 427 hommes, 18e régiment royal irlandais (en)
- le HMS Espiegle – 149 hommes, 42e régiment d'infanterie indigène de Madras (en)
- le bateau à vapeur Pluto de la Compagnie britannique des Indes orientales – 280 hommes, 42e régiment
- le bateau à vapeur armée loué Corsair – 110 hommes, 18e régiment
- un lorcha loué n°1 –  Armé comme une canonnière, détachement du régiment royal d'arttillerie avec magasins de munitions
- un lorcha loué n°2 – Détachement des sapeurs et mineurs royaux avec outils et autres matériel

Les opérations britanniques commencent avec la capture des forts du détroit du Bogue (en). Le nombre de canons capturés sur chaque site est répertorié :
- Île d'Anunghoy – 208
- Île de Wangtong du nord– 150
- Île de Wangtong du sud – 109

Plus haut sur la rivière des Perles, après l'île de Whampoa (en), les Britanniques rencontrent une barrière jalonnée et capturent les emplacements suivants :
- Fort de Pachow– 64
- Fort de Wookongtap – 41
- Île de Napier (en) – 49
- Crique de Whampoa – 65

Dans la phase finale, les Britanniques capturent les forts à l'extérieur de la ville de Canton :
- Folly français – 38
- Folly néerlandais– 23
- Fort du Rogue – 26
- Fort du Zigzag– 20
- Fort du Segment– 30
- Batterie de Shameen – 56

## Galerie

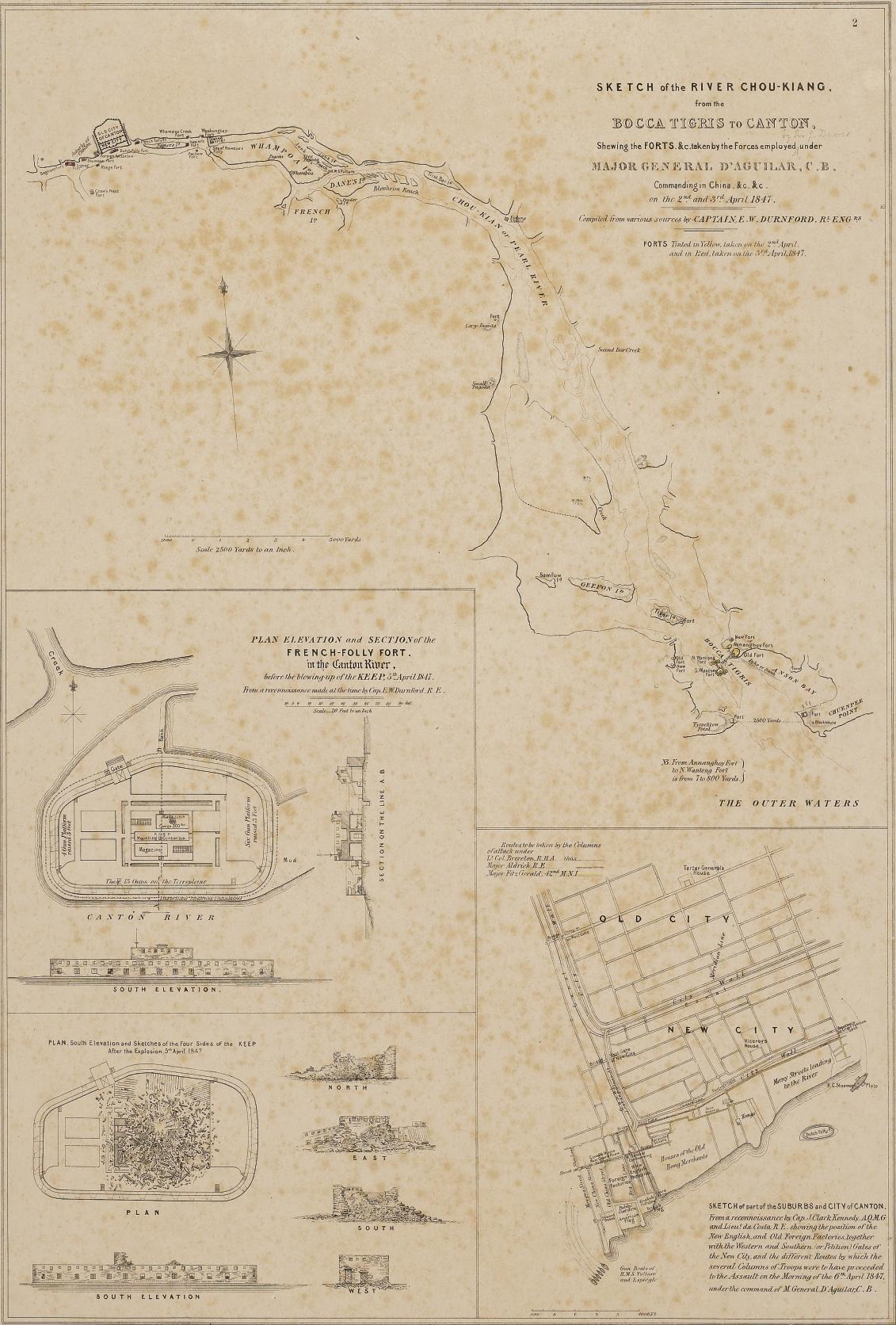
Carte de l'expédition
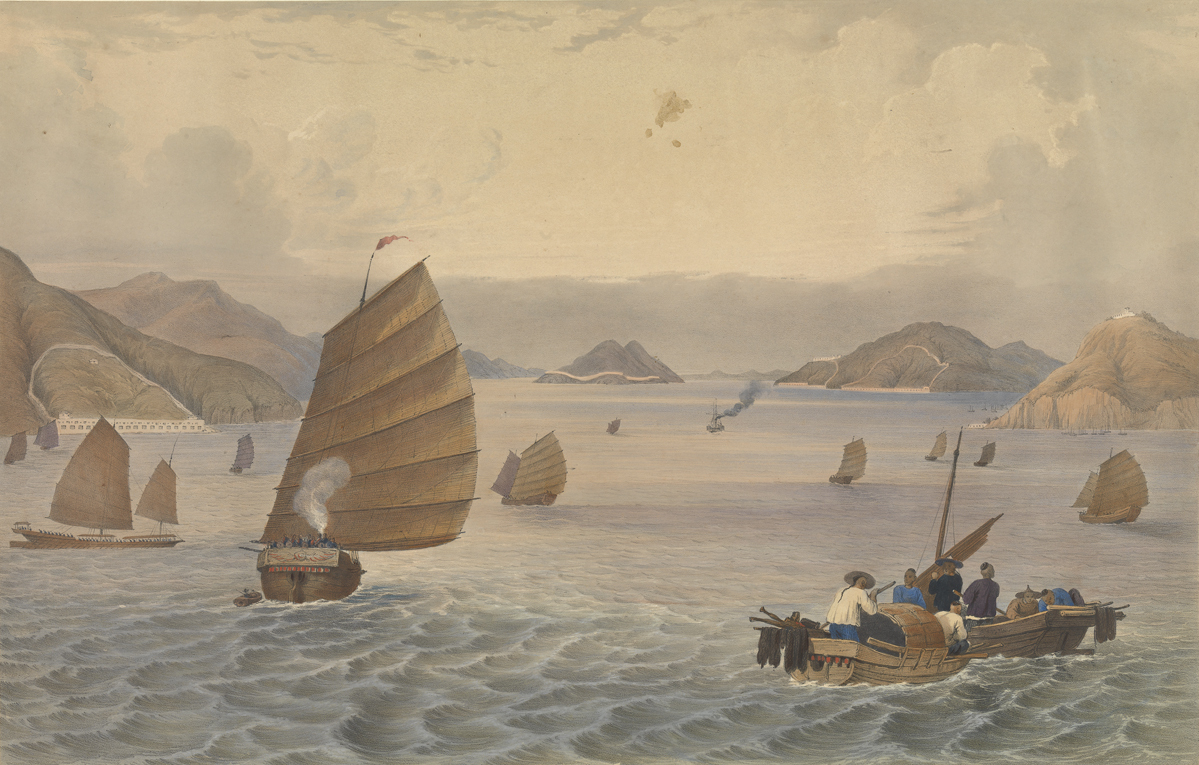
Début des opérations du HMS Vulture au Bogue le 2 avril
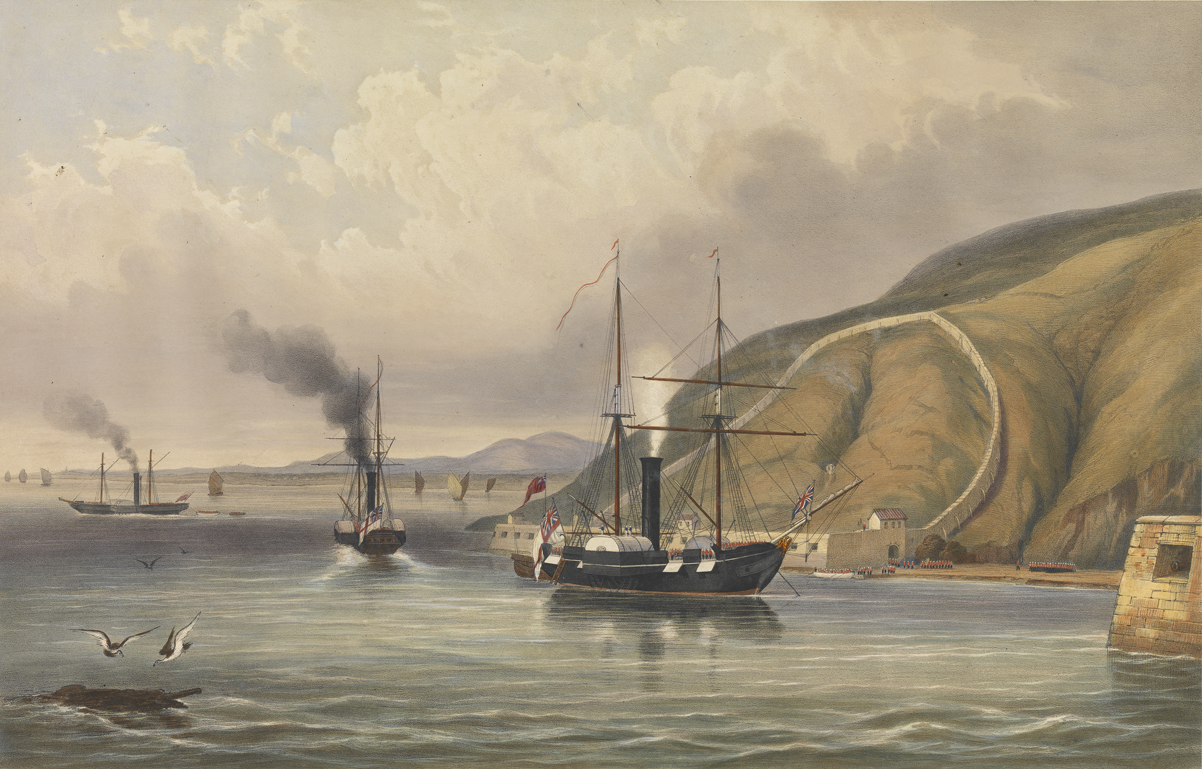
Prise de l'île d'Anunghoy le 2 avril
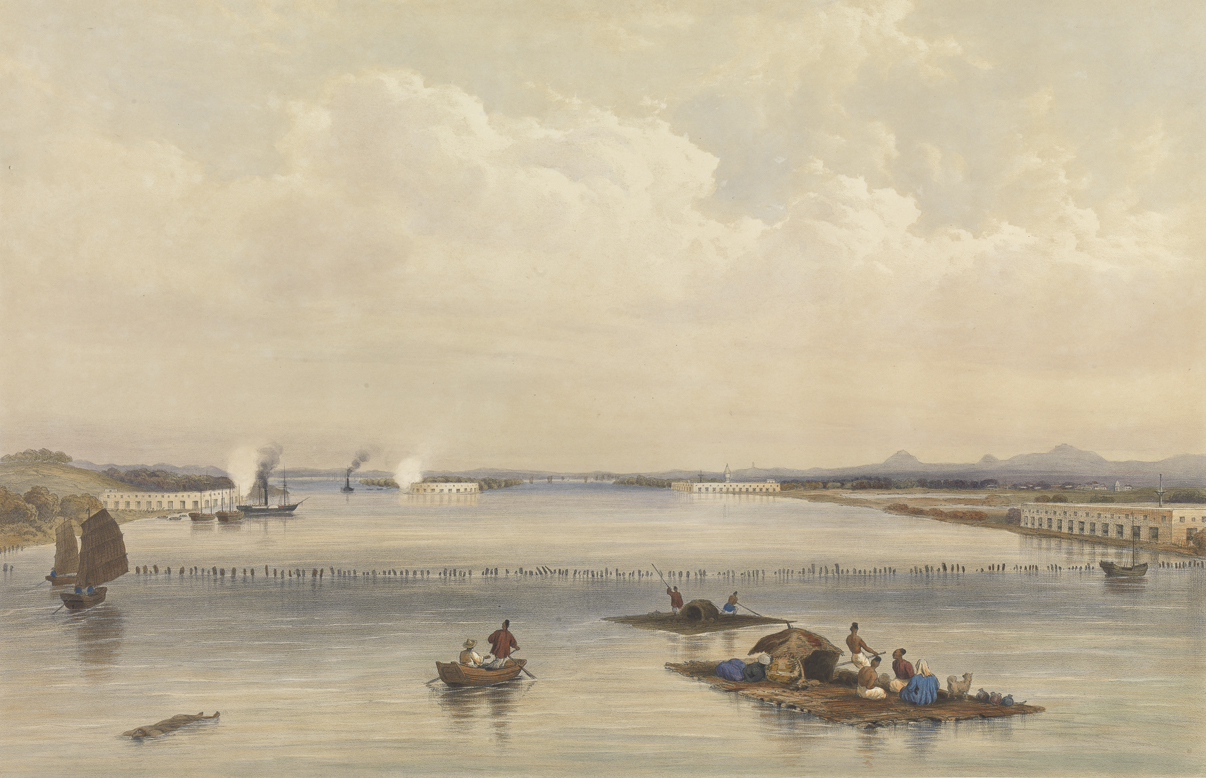
Attaque des batteries près de la barrière jalonnée au-dessus de l'île de Whampoa
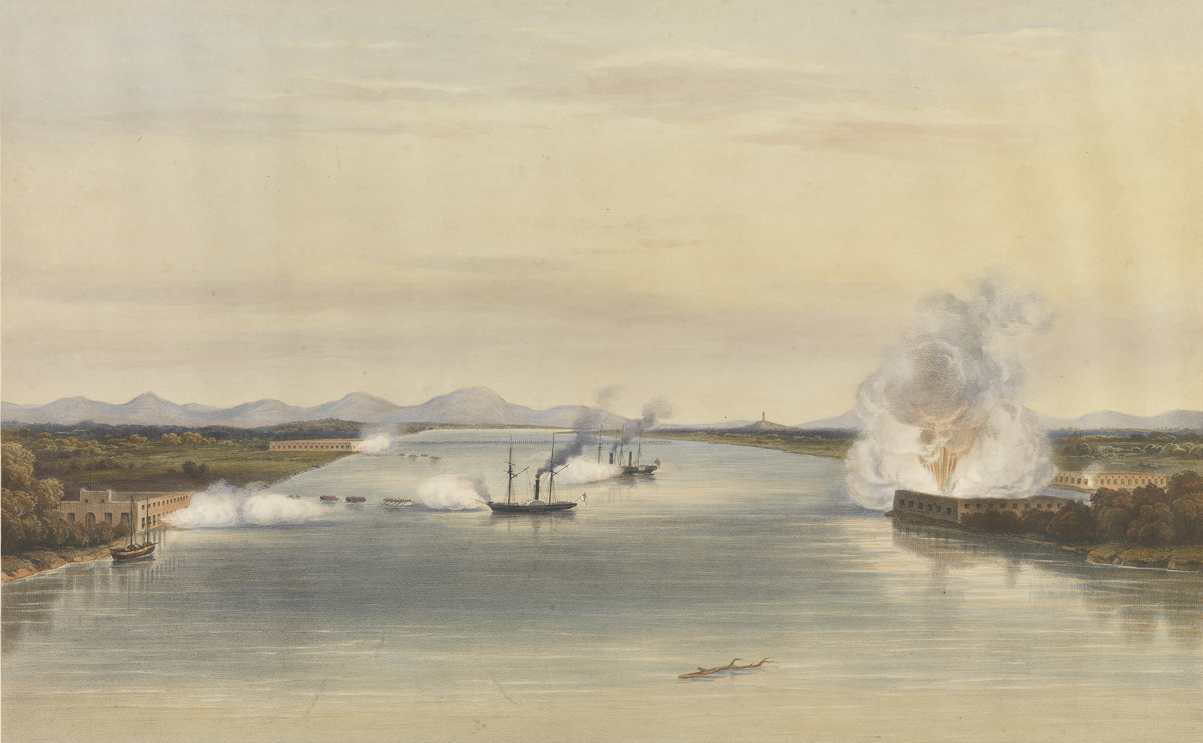
Attaque du fort de Wookongtap et de la crique de Whampoa le 3 avril
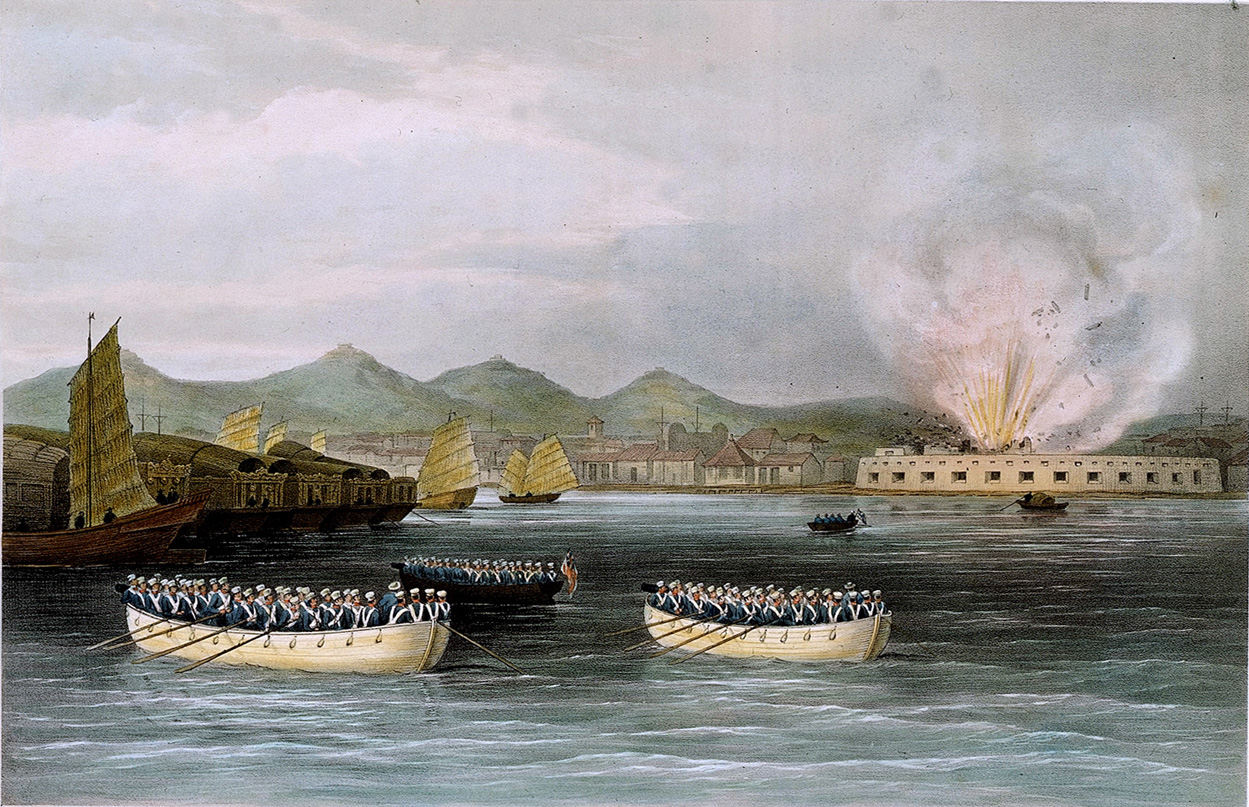
Les sapeurs et mineurs royaux font sauter le folly français